# La Maison Nucingen
La Maison Nucingen (em português A Casa Nucingen) é um romance de Honoré de Balzac escrito em 1837, publicado inicialmente como folhetim em La Presse, de outubro a novembro de 1837, editado em volume em 1838 por Werdet. Faz parte das Cenas da vida parisiense da Comédia Humana. O título inicialmente previsto por Balzac era La Haute Banque (O alto banco), termo que designava na época um punhado de banqueiros que havia adquirido uma preponderância absoluta nos mercados financeiros, grupo de que Nucingen fazia parte. Consiste numa conversa entre quatro personagens balzaquianos num restaurante, daí seu estilo nervoso, irregular, não linear (às vezes até caótico), torrencial, irônico.
O barão Nucingen aparece pela primeira vez em O Pai Goriot, depois em Melmoth Apaziguado, onde ele é evocado por intermédio de seu caixa. Balzac não havia terminado a redação de Melmoth Apaziguado quando começa a construção de A Casa Nucingen. Na realidade, nos dois romances, o autor se inspira no mesmo tema: a especulação da bolsa e a agiotagem que se alastram em uma época de industrialização sem precedente, na qual a loucura dos investimentos de risco pode conduzir ao triunfo ou à ruína. Mas se Nucingen fica próximo à realidade, Melmoth (classificado nos Estudos filosóficos), tendo vendido sua alma ao diabo, lembra o mito de Fausto.
O romance é claramente uma descrição da ascensão na Europa da casa Rothschild, com a descrição da famosa tacada na bolsa durante a Batalha de Waterloo. "Esse espantoso Nucingen, que já nos empolgou e repeliu em tantas obras de A comédia humana, e que aparece aqui pela primeira vez com toda a sua brutalidade e toda a sua finura, teve o seu protótipo vivo, o barão James Rothschild."

## Enredo
Eugène de Rastignac tornou-se amante de Delphine de Nucingen, esposa do grande banqueiro Nucingen, em 1819, em O Pai Goriot. Em 1833, data em que começa a narrativa, ele rompe com Delphine, mas continua a trabalhar com o marido desta nos negócios fraudulentos, nos quais ele ganha muito dinheiro, a ponto de se encontrar em posição de reivindicar o título de Par da França.
No salão privado de um célebre restaurante parisiense, um homem surpreende a conversa de quatro jornalistas animados em um bom jantar: Andoche Finot, Émile Blondet, Couture e Jean-Jacques Bixiou. Estes comentam o espantoso sucesso de Rastignac, que deve à casa Nucingen, o famoso banco parisiense. Nuncingen pensa "que o dinheiro só é uma potência quando se encontra em quantidades desproporcionadas", razão pela qual ele se lança em operações complexas que se podem resumir da seguinte forma: ele faz subir o preço de títulos e compra-os de volta quando os faz baixar artificialmente. Ele vai até mesmo usar homens bem considerados na esfera parisiense, dos quais Rastignac faz parte, para fazer crer na sua ruína iminente e alimentar o pânico que lhe permite, então, especular a taxas colossais. Nucingen tem a arte de combinar falsas bancarrotas, de avançar seus peões sob a forma de testas-de-ferro. Ele se encontra, assim, à frente de enormes capitais e pode comprar de volta a preços muito baixos as ações que ele havia primeiramente feito supervalorizar, depois baixar.
Sua primeira liquidação permite-lhe adquirir uma luxuosa mansão particular e se lançar em um extravagante negócio em comandita por ações das minas de Wortschin. Ele poderá manipular com uma segunda, depois terceira liquidação. Nucingen utiliza um grande número de testas-de-ferro, entre os quais o respeitável Rastignac, o conde des Lupeaulx, todos os quais enriqueceram ao seu lado. Entretanto, ele faz o hábil Ferdinand du Tillet, que o admira e aprende com seus métodos, perder muito dinheiro.
Balzac expõe aqui um verdadeiro tratado de técnica financeira tal qual funcionava em um período de atividade febril da bolsa, não muito distante dos métodos praticados em nossa época. Ele tinha em vista o exemplo do banqueiro Laffitte, e sobretudo do banqueiro Beer León Fould, que se encontrou duas vezes em inadimplência (1799 e 1810), mas que se reergueu a partir de 1825 e se incluiu entre os membros do "alto banco".
As manobras de duplo ou triplo gatilho de Nucingen dão vertigem e compreende-se aqui a expressão lançada por Guizot: "Enriqueça!"
Depois de ler A casa Nucingen, fica clara a afirmação de Engels de ter aprendido mais em Balzac sobre os pormenores econômicos do que “de todos os historiadores professos, economistas e estatísticos do período juntos”.

## Filme
- 2008: Nucingen Haus, por Raúl Ruiz. O filme, contudo, é uma adaptação bastante livre desta obra de Balzac.